# マカロフ PM
マカロフ（PM：Pistolet Makarova, ロシア語: Пистолет Макарова）は、ソビエト連邦において開発された自動拳銃。
堅実な設計の中口径拳銃として、ソビエト連邦軍やロシア連邦軍・ロシア国境軍など、多くの軍や準軍事組織で採用された。

## 設計

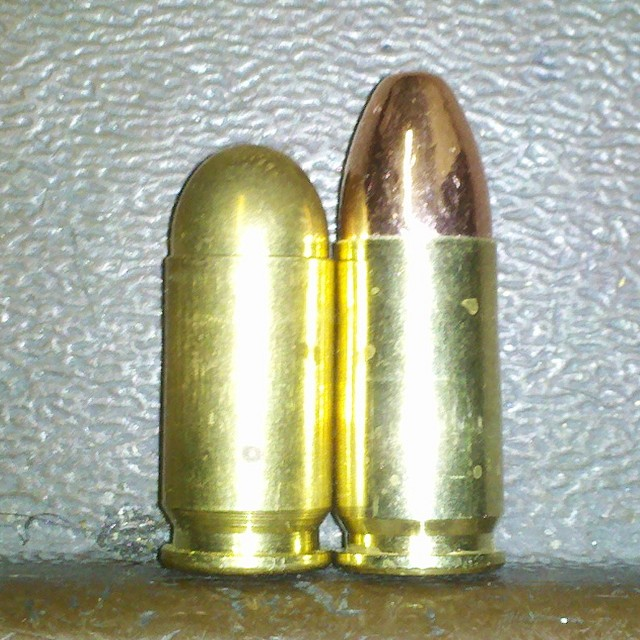
9x18mmマカロフ弾と9x19mmルガー弾（9x19mmパラベラム弾）との比較
（左がマカロフ弾）

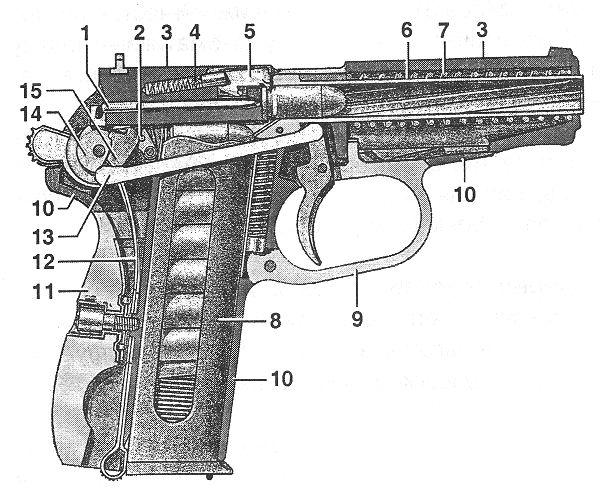
マカロフPM 断面図

マカロフは、第二次世界大戦後、戦前からの軍制式であった大型拳銃のトカレフTT-33に代わるものとして開発され、1951年に制式採用された。名称は、主任設計者のニコライ・フョードロヴィチ・マカロフ（ロシア語: Никола́й Фёдорович Мака́ров）にちなむ。
その設計には、ドイツのカール・ワルサー社が1929年に開発したワルサーPPが大きな影響を与えている。作動方式は単純なストレートブローバック、撃発方式はダブルアクションとシングルアクションの兼用であり、また、スライド左側面後方には手動式の安全装置が装備されている。これらのシステム一切、そして、全体のフォルムの多くは、ワルサーPPのそれを踏襲したものである。独自のアレンジとしては、スライドストップレバー（遊底止め）が追加されている。
在来制式モデルのTT-33は安全装置を欠くために実用上大きな不便があり、その点で本銃は大きく改善されている。なお、ワルサーPPと同様に、この安全装置にはデコッキング機能が付加されており、安全装置をセーフティーポジションにすると撃鉄のコッキングは解除（デコッキング）される。安全装置を作動させる方向はワルサーPPとは逆で、レバーを下から上へ向かって押し上げる。
使用弾薬は、拳銃の戦場での重要性が薄れたと判断した軍部によって、ドイツが第二次世界大戦末期にワルサーPP向けに開発した9mmウルトラ弾（9x18mm）をソ連向けにアレンジした9x18mmマカロフ弾が新開発されて採用された。9x18mmは、ストレートブローバックの拳銃で実用上安全に運用できる最大限の弾薬と考えられていたが、のちにはボディアーマーの普及に対応するため、マカロフ弾をもとに強装化したマカロフPMM弾も開発され、これを使用可能な構造強化型が生産された。PMM弾は、従来のマカロフ弾と同寸なので、PMM弾対応の拳銃で従来型PM弾を使用することはできるが、その逆は安全上、行うべきではない。
なお、弾倉の脱着スイッチについては、原型となったワルサーPPでは通常、迅速な弾薬の再装填を可能とするために握把の左側面上部にボタンが設置されているのに対して、本銃では構造・生産性の簡易さを優先し、握把の下面にレバーを設置する簡略な方式になっている。親指でボタンを押すだけで弾倉を抜ける側面ボタン式に比べ、弾倉の素速い交換には不利であるが、軍用拳銃が実質的には補助兵器に過ぎないという実情を考慮すれば、相応の妥協と言える措置である。
また、本銃のファイアリングピン（撃針）にはリターンスプリングがない。そのため、ファイアリングピンは組み付け状態においても、前後へ自由に動く。もっとも、ファイアリングピンの質量はごくわずかなため、大きな慣性力が働くまでには至らず、弾薬の雷管を誤って突いて暴発事故を起こすことは少ない。むしろ部品点数を減らし、スプリングの折損による故障を予防する効果を期待できる。

## 普及

### ソビエト連邦/ロシア連邦

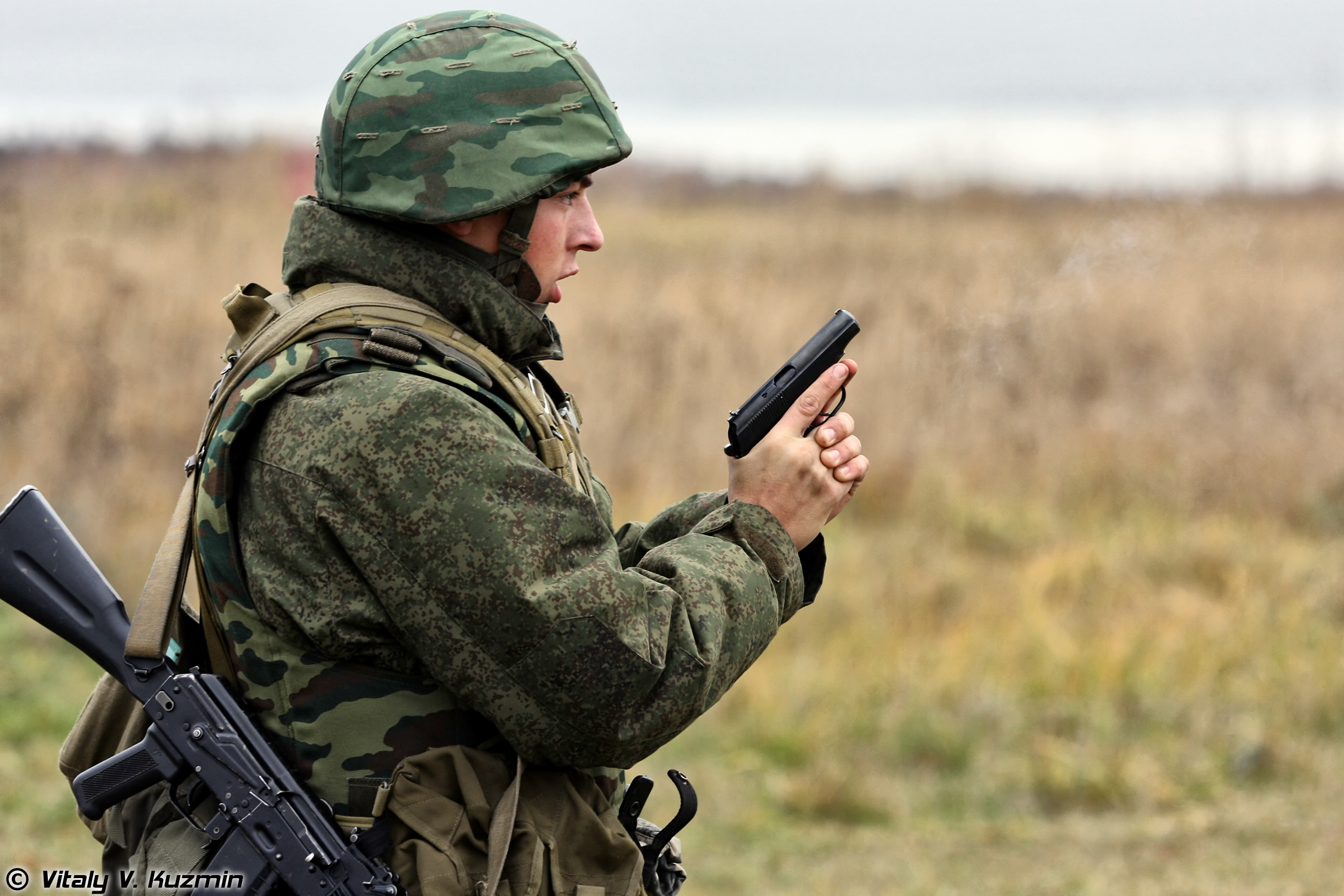
PMとAK-74Mを装備したロシア空挺軍兵士

このように開発されたマカロフは、1951年よりソビエト連邦軍に採用され、将校や後方要員用に広く配備されたほか、KGBなどその他の公的機関、さらには東側諸国でも採用された。現在でもロシア国境軍・ロシア国内軍や独立国家共同体各国で採用が継続されているが、ロシア連邦軍においては、有名な9x19mmパラベラム弾と互換性のある新しい弾薬の制式化に伴って、これを使用するMP-443 グラッチに代替され、退役が進んでいる。
ソビエト連邦の宇宙飛行士はタイガに着陸して数日間救援を待つことを想定し、野生動物からの自衛や狩猟用としてマカロフ PMを含むサバイバルキットを装備していたが、1965年にボスホート2号の乗員が実際に使用したところ十分な性能を発揮できなかったことから、新規開発されたTP-82を含む新型キット「СОНАЗ」に更新された。

### ドイツ民主共和国

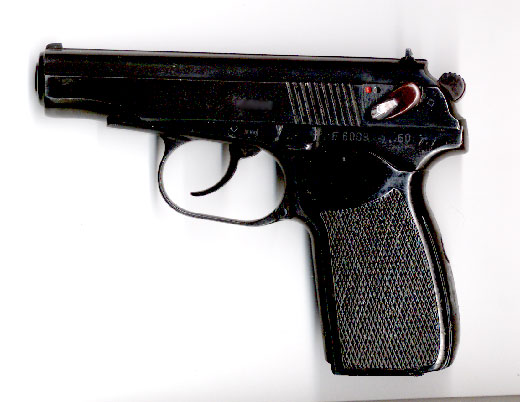
東ドイツ製のPM

ドイツ民主共和国（東ドイツ）では、1950年代末期頃からエルンスト・テールマン車両及び猟銃工場におけるマカロフのライセンス生産が開始された。
1958年と1959年に製造された初期生産品は東ドイツ独自の改良として部品の製造方法に鋳造が採用されていたが、この鋳造部品は耐久性に劣り破損が多発したため、早い段階で機械加工に戻されると同時に工場責任者が投獄される事態に至った。
製造期間は比較的短く1965年までの7年程度であったが、ドイツ再統一後になって在庫部品や一部新造部品から組み立てられたマカロフが商用販売された。
東ドイツ製のマカロフは他国製と異なり、ランヤードリングを省略した黒色の樹脂製グリップを備えたものが主流であったが、少数ながらベークライト製グリップも生産された。また、訓練用として使用弾薬を.22ロングライフル弾に変換するコンバージョンキットも製造された。
マカロフは軍と警察に配備され、基本的に軍は茶革、警察は黒革、交通警察は白革のホルスターに入れて携行した。

### ブルガリア人民共和国
共産党体制下のブルガリアにおけるマカロフの生産はフリードリヒ・エンゲルス機械製作所（旧第10工廠、現アーセナル）が担当した。ブルガリアは1970年の時点でソ連からマカロフの生産許可を得ていたが、ライセンス取得後も暫くはソ連の技術的な支援と指導に頼っており、自国内のみで完結する生産体制が確立されたのは1976年になってからであった。
仕様としてはグリップがソ連製のマカロフとほぼ同じであるなど、他国の製品と比べて没個性的であった。また、初期の製品では内部機構にソ連から輸入した部品を用いていた。
ブルガリア製マカロフは自国軍とスロベニア軍に配備されたほか、共産党体制の崩壊以降は相当数が北米の民間市場向けに輸出されていた。ブルガリアにおけるマカロフの製造は2007年を最後に打ち切られているが、アメリカ国内では2018年になっても一部の業者により取り扱われている。

### 中華人民共和国
中国では、中ソ対立勃発後の1950年代末に入手したマカロフを解体・計測してコピーした59式拳銃（59式手槍）を製造した。
しかし、ソ連ではサブマシンガンの代替にAK-47などのアサルトライフルが配備されたのに対して、中国軍では7.62x25mmトカレフ弾を用いるサブマシンガンが多用され続けたため、銃弾の互換性からトカレフTT-33、およびそのコピーである54式手槍が製造・配備され続けた結果、ソ連ほど広範囲に配備されず、主に公安組織に配備された。
マカロフと59式の識別点は、59式には握把の紋章が「盾形の中に五星」になっている点、オリジナルのマカロフに比べて握把が細くなっている点、一部部品のグリップマークが異なる点などがある。

## 暴力団による使用
近年マカロフは日本国内での銃犯罪に使用される頻度が高まっている。2001年には日本の警察による押収量がそれまで主流だったTT-33（あるいはその中国版の54式手槍）を抜いて1位となった。暴力団では、暴発のリスクが高く、貫通力も高すぎて市街地での使用に適さないトカレフ型を廃してマカロフ型に切り替える傾向が進んでおり、前橋スナック銃乱射事件・町田市立てこもり事件など、マカロフが使用される犯罪も増加している。暴力団関係者の間ではマカロフ型拳銃に赤星という通称が付けられている。日本国内で流通するマカロフは、ロシアン・マフィアによって北方ルートから密輸されるロシア本国製のほか、蛇頭などによって中国ルートから密輸される北朝鮮製や中国製のものがある。特に中国製のものは59式と呼ばれており、オリジナルと同様の9x18mmマカロフ弾のほか、西側で一般的な.380ACP弾のモデルも製造されているが、日本国内に密輸入されるものは、ほとんどが9mmマカロフ弾仕様である。2002年には蛇頭が密入国者を運搬するために使用していたトラックからロシア製、中国製のマカロフが押収されている。トカレフ型は大半が中国製だったが、中国における59式の製造・配備が少数だったこともあり、マカロフ型はロシア製のものが大半を占めている。

## 登場作品

### 映画
『REDリターンズ』
カーチャ・ペトロコヴィッチが使用するほか、モスクワ警察がハン・チョバイに対して突きつける。
『ヴァイラス』
『キャプテン・フィリップス』
アブディワリ・ムセが所持。
『ストームゲート』
『ダイ・ハード3』
サイモン・グルーバーが所持。
『ダイ・ハード/ラスト・デイ』
冒頭、ジャック・マクレーンがナイトクラブで使用するほか、テロリストの襲撃を受けて裁判所から脱出する際に死亡した警備員から奪って使用する。
『天気の子』
主人公、森嶋帆高が偶然拾った拳銃として登場。劇中では二度、威嚇射撃する。
『トゥルーライズ』
「真紅のジハード」構成員がサプレッサー付きのものを所持し、公衆トイレ内で主人公のハリー・タスカーを殺害しようと試みるが、失敗する。
『フランス特殊部隊 GIGN』
『ミュージアム』
同名漫画の映画化作品にて、カエル男が用意した物を主人公の沢村久志が使用。罠にはまり妻と息子を殺害されたと思い込んだ沢村が復讐に走りカエル男めがけて乱射する。
『ローン・サバイバー』
ターリバーンのタラクがステンレス仕様のものを所持。ホルスターに入れた状態で主人公、マーカス・ラトレル一等兵曹を匿っている村を襲撃する。

### テレビドラマ
『相棒』
シーズン9の第7話にて発生した殺人事件の凶器が中国製のマカロフ。劇中では鑑識の米沢が主人公の杉下右京に対し、「近年押収量が増えている銃」と説明している。
『科捜研の女』
シーズン9の第9話にて摘発された拳銃の内の一つとして登場。犯人が被害者を射殺する際に使用する。

### 小説
『裏世界ピクニック』
主人公の女子大生、紙越空魚が使用。
『ゲート 自衛隊 彼の地にて、斯く戦えり』
某国の特殊部隊の装備および、それを鹵獲した自衛隊の員数外の装備として登場。
『高校事変』
第3巻『高校事変Ⅲ』に登場。
『征途』
日本民主主義人民共和国（北日本）人民赤軍の戦車兵および、人民空軍特殊部隊の宗像考治が使用。戦車兵は政治将校を射殺する際に使用し、宗像考治は首相護衛師団特務警護部隊の兵士らに対して乱射する。
『緋弾のアリアⅫ』
レオンがキンジに使おうとしたが、一瞬でキンジに片付けられてしまい発砲されなかった。後にキンジに諭されたレオンは業者に頼んで処分してもらっている。

### アニメ
『SPY×FAMILY』
ロイド・フォージャーが養子のアーニャをマフィア組織から救出する際に使用。
『リコリス・リコイル』
真島の部下のテロリスト達など、主人公のリコリスと敵対する人物達が使用。
『ルパン三世 お宝返却大作戦!!』
敵キャラクターのトカレフが使用。この際、トカレフに捕らわれ訊問を受けていた次元大介が「トカレフがマカロフか」と皮肉っている。

### ゲーム
『Far Cryシリーズ』
『Far Cry 2』
マカロフ PM・マカロフ PBが登場する。耐久度があり、使用し続けるとジャムや暴発を起こす。
『Far Cry 3』
マカロフ PBが登場。サプレッサーやサイト、マガジン、色などをカスタマイズできる。
『OPERATION7』
プレイヤーが使用可能なサブ武器として登場。
『S.T.A.L.K.E.R.』シリーズ
初期装備および最も基本的な武装として登場。
『アンチャーテッドシリーズ』
『UC1』
『UC:GA』
上記二作に「PM-9mm」として登場する。『UC1』の初装備で、序盤から多く手に入る。
『Escape from Tarkov』
プレイヤーが使用可能な武器として登場
『エースコンバット アサルト・ホライゾン』
物語後半、マルコフがスタグレイショフを射殺する際に使用。
『コール オブ デューティシリーズ』
『CoD:BO』
ヴォルクタの収容所で看守が装備しているものを使える。
『CoD:BO2』
ソ連兵が使用するほか、プレイヤーも使用できる。
『CoD:MW』
「SYKOV」として登場。80発のドラムマガジンが装着できる。
『CoD:BO6』
「9mm PM」として登場。
『バイオハザード7』
「ハンドガンMPM」の名称で登場。ミア操作時のタンカー船内にて、本銃を取り出す直前に絶命した乗組員から回収することで使用することができる。ハンドガンの性能としては作中で最低クラス。
『メタルギアソリッドシリーズ』
『MGS2』
タンカー編終盤でセルゲイ・ゴルルコヴィッチが使用するほか、ゴルルコヴィッチの私兵もサイドアームとして所持している。プレイヤーは使用できない。
『MGS3』
大半のソ連兵たちがサイドアームとして使用する。オセロット少佐も序盤に限り使用。『MGS2』に引き続き、プレイヤーは使用できない。
『MGS4』
PMMが登場。プレイヤーも使用可能になった。レジスタンスや仔月光が使用している。
『MGSPW』
マカロフ PM・マカロフ PBが、武器を研究開発する事で使用可能になる。KGBのスパイ（表向きはコスタリカ平和大学の教授）、ザドルノフもムービー中でコールドマン、終盤でスネークに向けて使用する。
『メビウスオンライン』
プレイヤーが使用可能な武器として登場。
『レインボーシックス シージ』
ロシアの特殊部隊スペツナズのサブウェポンおよび、フィンカのサブウェポン「PMM」として登場。
『レッドクルシブル2』

## 参考資料
1. 1 2 3 4 5 6  “The East German Makarov: A Cold-War Collectible”. 2020年7月28日閲覧。
2. 1 2 3  床井雅美『オールカラー最新軍用銃事典』並木書房、2013年5月1日、103頁。ISBN 978-4-89063-303-6。
3. 1 2 3  床井雅美『軍用銃事典 改訂版』並木書房、2007年。ISBN 9784890632138。
4. 1 2  野崎龍介『世界兵器図鑑 : 小銃・拳銃・機関銃・火砲・ロケット砲・その他の火器 共産諸国編』国際出版、1974年1月31日、13-15頁。doi:10.11501/12675934。
5. ↑  Болотин Д. Н. История советского оружия и патронов. — СПб. Полигон, MCMXCV, 1995, стр. 46-51.
6. 1 2 3 4  “Surplus Soviet Pistols: Makarov 9mm”. 2020年9月9日閲覧。
7. ↑  かのよしのり「ワイド・イラスト 中国軍の「近接戦闘兵器」実力採点簿」 『丸』2007年11月号 潮書房 2007年
8. ↑  日本防弾工学研究所. “銃の基礎知識”. 2010年5月13日閲覧。